# Aeroportul Chippewa County
Aeroportul Chippewa County (IATA: CIU, ICAO: KCIU, FAA LID: CIU) este un aeroport din Michigan, Statele Unite ale Americii ce deservește zona Sault Sainte Marie. Aeroportul a fost tranzitat în 2019 de 48.780 de pasageri.
Situat la o altitudine de 244 m, aeroportul dispune de 2 piste.

## Infrastructură

### Piste
Aeroportul dispune de 2 piste. Pista 10/28 are suprafața de asfalt și dimensiunile 5.000 picioare × 75 picioare. Pista 16/34 are dimensiunile 7.203 picioare × 150 picioare. 